# Kurt Hübner (Philosoph)

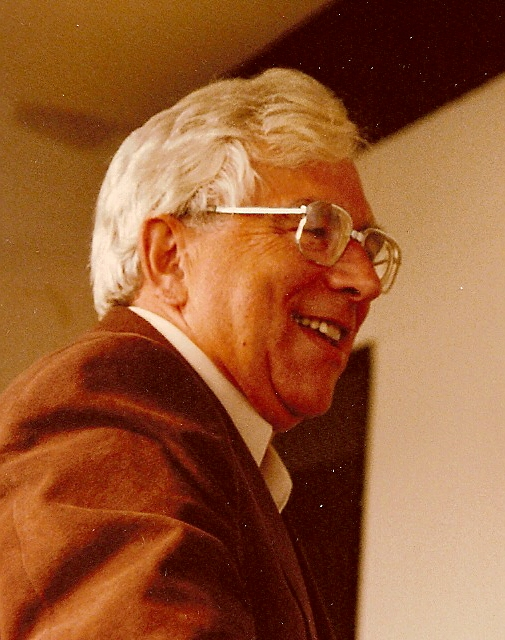
Kurt Hübner (1981)

Kurt Karl Rudolf Hübner (* 1. September 1921 in Prag; † 8. Februar 2013 in Kiel) war ein deutscher Philosoph, der mit Arbeiten zur Wissenschaftstheorie, zum Mythos, zur Kunsttheorie sowie zur Musiktheorie hervortrat. Er lehrte als ordentlicher Professor in Berlin und Kiel und war von 1969 bis 1975 Präsident der Allgemeinen Gesellschaft für Philosophie. Kurt Hübner gilt als Hauptvertreter des wissenschaftstheoretischen Historismus.

## Leben
Kurt Hübner wurde in Prag als Sohn des Verbandssyndikus Rolf Hübner und seiner Frau Rosa, geb. Ganghofner, geboren. Er studierte zunächst in seiner Heimatstadt, später in Rostock und Kiel Philosophie. Das Studium schloss er 1951 mit der Promotion in Kiel ab. Seine Dissertation zu Immanuel Kant befasste sich mit dem Thema Das transzendentale Subjekt als Teil der Natur. 1955 habilitierte er sich mit der Schrift Der logische Positivismus und die Metaphysik. Von 1960 bis 1971 war er ordentlicher Professor an der Technischen Universität Berlin und Honorarprofessor an der Freien Universität Berlin. Von 1971 bis zu seiner Emeritierung 1988 lehrte er als ordentlicher Professor an der Universität Kiel. Bis 1988 war er dort auch Direktor des Philosophischen Seminars.
Auf dem 14. Weltkongress für Philosophie, der 1968 in Wien stattfand, wirkte Hübner als Vorsitzender der Kolloquien und Mitglied des wissenschaftlichen Beirats. Von 1969 bis 1975 stand er der Allgemeinen Gesellschaft für Philosophie in Deutschland als Präsident vor. Als solcher führte er den nationalen Philosophenkongress 1972 in Kiel durch. Er war außerdem Ratgeber der Planungskommission des 16. Weltkongresses für Philosophie 1978 in Düsseldorf. Von 1978 bis 1988 war er Mitglied des Comité Directeur der Fédération Internationale des Sociétés de Philosophie in Bern. Die Sudetendeutsche Akademie der Wissenschaften und Künste berief ihn 1979 zum ordentlichen Mitglied der Geisteswissenschaftlichen Klasse. Zu seinem 65. Geburtstag wurde 1986 die Festschrift Zur Kritik der wissenschaftlichen Rationalität veröffentlicht. 1986 erhielt Kurt Hübner den Großen Sudetendeutschen Kulturpreis. Auf Einladung der Landesregierung Salzburg hielt Hübner am 25. Juli 1987 den Festvortrag zur Eröffnung der Salzburger Festspiele mit dem Thema Festspiele als mythisches Ereignis. 1993 wurde Kurt Hübner die Humboldt-Plakette als Ehrengabe verliehen, die Laudatio hielt Hans Lenk.
1994 gründete er zusammen mit Teodor Iljitsch Oiserman und weiteren russischen und deutschen Philosophen das Zentrum zum Studium der deutschen Philosophie und Soziologie in Moskau. Dieses wurde finanziell von der VolkswagenStiftung unterstützt. Eine erste Tagung mit deutschen, österreichischen und russischen Referenten fand in Moskau im Januar 1995 statt. Eine zweite Tagung wurde an der Katholischen Universität Eichstätt im März 1997 durchgeführt. Eine Festschrift zu seinem 90. Geburtstag erschien 2011 unter dem Titel Das Geheimnis der Wirklichkeit, herausgegeben von Volker Kapp und Werner Theobald. Zum gleichen Anlass wurde er vom Bundespräsidenten mit dem Bundesverdienstkreuz 1. Klasse ausgezeichnet.

„Hübner ist wohl einer der letzten Universalisten der Philosophie und Wissenschaftstheorie, der mit gleicher Kompetenz über Natur- und Kunstwissenschaften, Einstein wie Goethe, das mosaische Gesetz wie die Genom-Entzifferung zu urteilen vermag.“

## Philosophie

### Wissenschaftstheorie

#### Fünf Klassen von Festsetzungen

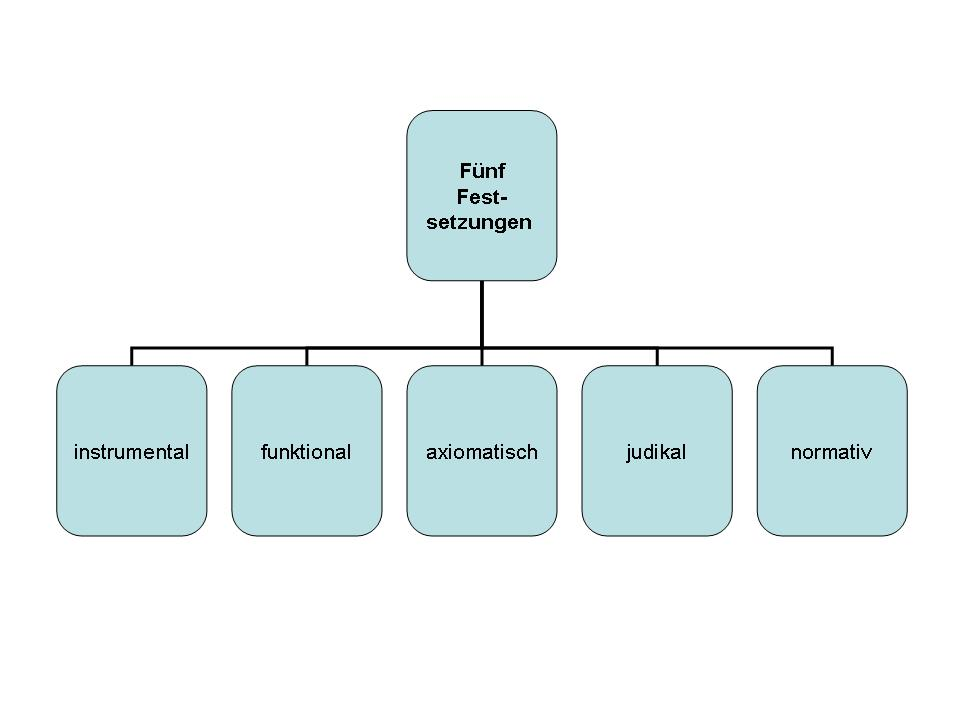
Die fünf Klassen von Festsetzungen nach Hübner

Hübners wissenschaftstheoretisches Werk Kritik der wissenschaftlichen Vernunft erschien 1978, wurde in viele Sprachen übersetzt und mehrfach neu aufgelegt. Nach Hübner ist wissenschaftliches Arbeiten generell durch den Versuch bestimmt, Einzelnes, seien es nun einzelne Ereignisse, Tatsachen, Daten oder Gegenstände, durch Regeln oder Systeme von Regeln miteinander zu verbinden. Um das so bestimmte Unternehmen Wissenschaft zu ermöglichen, hält er es für nötig, wenigstens folgende fünf Klassen von Festsetzungen zu unterscheiden und ihre inhaltliche Bestimmung implizit oder explizit vorzunehmen:
1. Durch instrumentale Festsetzungen werden die Daten, das Einzelne der wissenschaftlichen Erkenntnis, bereitgestellt. Für die Erfahrungswissenschaften, wie etwa die Naturwissenschaften, handelt es sich dabei um Festsetzungen, die zur Erlangung von Messresultaten führen. Dazu gehören beispielsweise Festsetzungen über die Geltung und das Funktionieren der hierbei verwendeten Instrumente und Mittel. Für die Geisteswissenschaften sind dies Festsetzungen über die Anerkennung historischer Fakten, über die Elemente der verschiedensten Kommunikationsarten oder allgemein über das „Alphabet“ des Verständigens und Verstehens.
2. Funktionale Festsetzungen liefern das Allgemeine der wissenschaftlichen Erkenntnis. In den Naturwissenschaften geht es dabei um Festsetzungen, die beim Aufstellen von Funktionen oder Auffinden von Naturgesetzen auf Grund von Messresultaten oder Beobachtungen verwendet werden können. Dazu gehören beispielsweise Interpolationsregeln zur Zusammenfassung einzelner Messdaten innerhalb gewisser Grenzen aber auch Fehlerrechnungstheorien. In den Geisteswissenschaften bestimmen die funktionalen Festsetzungen generell Regeln, mit denen sich etwa einzelnes Verhalten von Menschen generalisieren lässt, so dass historische, sprachliche oder auch künstlerische Gesetzmäßigkeiten aufgefunden werden können.
3. Durch axiomatische Festsetzungen werden die Bedeutungsrelationen zwischen dem Einzelnen und dem Allgemeinen bestimmt und in den Naturwissenschaften zu Formen von Naturgesetzen verschmolzen. Es handelt sich dabei um Festsetzungen, welche in der Einführung von Axiomen bestehen, aus denen Naturgesetze formuliert werden können, aus welchen mit Hilfe von Randbedingungen Voraussagen ableitbar sind, die experimentell überprüft werden können. In den Geisteswissenschaften sind ebenso axiomatische Festsetzungen nötig, durch die überhaupt erst das sprachliche Verstehen ermöglicht wird, wie sie etwa mit den verschiedenen kommunikationstheoretischen Semantiken vorliegen.
4. Anhand judikaler Festsetzungen werden die aufgestellten Gesetze auf ihre Verlässlichkeit hin überprüft. Es handelt sich im Rahmen der Erfahrungswissenschaften dabei um Festsetzungen, welche bei Experimenten über die Annahme oder Verwerfung von Theorien entscheiden. Dazu gehören einerseits Festsetzungen, welche beurteilen, ob die theoretisch abgeleiteten Voraussagen mit den erhaltenen Messresultaten oder Beobachtungen in bereits festgesetzten Grenzen übereinstimmen. Und es gehören anderseits solche Festsetzungen dazu, die im Falle der Nichtübereinstimmung angeben, ob die betroffene Theorie verworfen oder dennoch beibehalten werden soll, oder ob sie wenigstens teilweise – und wenn teilweise, dann wo – zu ändern ist. Ebenso sind in den Geisteswissenschaften judikale Festsetzungen nötig, um entscheiden zu können, ob sich geisteswissenschaftliche Theorien bewähren oder nicht. Eine solche Festsetzung wäre etwa die Konsistenzforderung an eine Theorie und deren Konsequenzen.
5. Normative Festsetzungen bestimmen die Objektbereiche einer Wissenschaft, ihre Methoden und die Art möglicher Erkenntnisse. Es handelt sich dabei um Festsetzungen in Form von Vorschriften darüber, welche Eigenschaften eine Theorie überhaupt besitzen soll. Dazu zählen beispielsweise Kriterien wie Einfachheit, hoher Falsifizierbarkeitsgrad, Anschaulichkeit, Erfüllung bestimmter Kausalprinzipien oder empirischer Sinnkriterien und Ähnliches. Versteht man die einzelnen Wissenschaften als spezifische Sprachen wissenschaftlicher Kommunikation, dann legen die normativen Festsetzungen die allgemeine Semantik und Syntax von Wissenschaft überhaupt fest.

Diese Festsetzungen, die Hübner auch wissenschaftstheoretische Kategorien nennt, sind von der historischen Situation abhängig, in der sich die jeweiligen Forscher befinden. Anhand zahlreicher Beispiele aus der Wissenschaftsgeschichte zeigt Hübner, dass diese Festsetzungen für die verschiedensten Wissenschaftsbereiche auch im Nachhinein angebbar sind, selbst wenn die Wissenschaftler sie möglicherweise nur intuitiv angewandt haben. Hübner beschreibt alle Wissenschaften als Regelsysteme, einerlei ob die Regeln, die mit den fünf Arten von Festsetzungen bestimmt sind, informell (d. h. nicht schriftlich fixiert) oder formell (d. h. explizit angegeben) vorliegen oder vorgelegen haben. Alle Grundlagen, wie sie bislang für die Wissenschaften angebbar sind, besitzen keine absolute, sondern stets eine historisch bedingte Fundierung und Gültigkeit.

#### Geschichtliche Systemmenge
Das Verhalten von Menschen ist in allen Lebensbereichen durch informelle oder formelle Regelsysteme beschreibbar. Die Gesamtheit der Regelsysteme, durch die das Verhalten der Menschen zu einem bestimmten Zeitpunkt und in einer bestimmten geographischen Region beschrieben werden kann, bezeichnet Hübner als geschichtliche Systemmenge.

„Ein geschichtliches System kann als ein axiomatisches System aufgefaßt werden oder als etwas, das durch ein solches beschreibbar ist. Wenn es sich um ein exaktes Axiomensystem und damit um den idealen Fall handelt, dann liegen einige wenige exakt formulierte Axiome und ein Ableitungsmechanismus vor, mit dem man aus ihnen andere Sätze oder Zeichen gewinnen kann. Ein Beispiel hierfür ist eine streng aufgebaute physikalische Theorie als Gegenstand der Wissenschaftsgeschichte; ein Beispiel für ein System, das selbst kein exaktes Axiomensystem ist, wohl aber durch ein solches beschrieben werden kann, ist eine wirkliche Maschine, für die es ein mathematisches Modell gibt. […] Unter einer geschichtlichen Systemmenge […] verstehe ich nun eine strukturierte Menge von teils gegenwärtigen, teils überlieferten Systemen, die weitgehend untereinander in mannigfaltigen Beziehungen stehen und in deren Umkreis sich eine Gemeinschaft von Menschen zu irgendeinem Zeitpunkt bewegt. Wissenschaftliche Systeme, nämlich Theorien und Theorienhierarchien sowohl wie die Regeln wissenschaftlichen Arbeitens sind also ein Teil dieser Gesamtmenge, welche die Welt von Regeln darstellt, in der wir jeweils leben und wirken. Die Beziehungen, in denen die Elemente dieser Menge zueinander stehen, können zum Beispiel solche der praktischen Motivation sein, etwa wenn ein System von einem anderen aus moralisch beurteilt, gestützt oder verworfen wird. Ich erinnere an die früher üblichen Korrekturen theoretisch-wissenschaftlicher Aussagen mit Hilfe theologisch-ethischer Axiome; an die heute aufkommende Neigung, wissenschaftliche Projekte nach Richtlinien sogenannter ‚gesellschaftlicher Relevanz‘ zu beurteilen usf. Eine andere Form der Beziehung zwischen Systemen ist diejenige der theoretischen Kritik des einen mit Hilfe des anderen. […] Mit Hilfe der soeben erläuterten geschichtswissenschaftlichen Kategorien kann ich jetzt den Begriff, historische Situation' näher definieren: Ich verstehe darunter einen geschichtlichen Zeitraum, der durch eine bestimmte Systemmenge beherrscht wird, und ich behaupte nun: Jeder geschichtliche Zeitraum hat diese Verfassung.“

Der Wandel der Systemmenge, durch die eine historische Situation gekennzeichnet ist, wird durch Widersprüche innerhalb dieser Menge von Regelsystemen angestoßen. Die Menschen, die in ihren Lebensbereichen von diesen Widersprüchen betroffen sind, werden aufgrund ihrer Vernunftbegabung versuchen, die Regelsysteme so zu verändern, dass diese Widersprüche aufgehoben werden. Dies führt nach Hübner zu einer Harmonisierung der Systemmenge. Die Harmonisierung der Systemmenge kann durch Explikation erfolgen, also durch weitere Ausarbeitung und Anwendung etwa von wissenschaftlichen Theorien, oder durch Mutation, also durch die Änderung der Grundlagen der Regelsysteme, was in den Wissenschaften bedeutet, dass sich ihre Festsetzungen ändern, insbesondere die normativen Festsetzungen.

#### Fortschritt
Die Harmonisierung einer Systemmenge bezeichnet Hübner als Fortschritt. Fortschritt I liege vor, wenn die Harmonisierung durch Explikation stattgefunden habe. Von Fortschritt II spricht er, wenn die Harmonisierung durch eine Systemmutation entstanden sei.

„Offenbar lassen sich hier zwei Grundformen der Entwicklung unterscheiden, nämlich erstens die Explikation von wissenschaftlichen Systemen und zweitens deren Mutation. Unter Explikation von Systemen verstehe ich deren Gestaltung und Entfaltung, ohne daß sich dabei etwas an ihren Grundlagen ändert, also zum Beispiel das, was Kuhn ‚normal science‘ nennt, nämlich die Ableitung von Theoremen aus gegebenen Axiomen, die genauere Bestimmung von den im Rahmen einer Theorie geforderten Konstanten usf. Eine Mutation dagegen liegt dann vor, wenn die Grundlagen von Systemen selbst geändert werden (wozu beispielsweise der Übergang von einer Weltraumgeometrie zu einer anderen gehört). Fortschritt kann sich demnach nur in diesen beiden Grundformen geschichtlicher Bewegungen vollziehen, und es müssen daher auch zwei Grundformen von ihm unterscheidbar sein, die ich entsprechend Fortschritt I und Fortschritt II nennen möchte.“

Mit dieser Theorie gelingt es Hübner, den Fortschrittsgedanken auch über sogenannte wissenschaftliche Revolutionen hinweg zu bewahren. Das Zustandekommen der einschneidenden wissenschaftlichen Revolutionen in der europäischen Geistesgeschichte zeichnet Hübner mit Hilfe seiner Fortschrittstheorie nach. Durch die von ihm beschriebenen Systemharmonisierungen der historischen Systemmengen braucht nicht mehr nur wissenschaftsimmanent argumentiert zu werden. Vielmehr können auch außerwissenschaftliche Einflüsse, wie etwa Änderungen religiöser Regelsysteme, bei der Darstellung des historischen Verlaufs wissenschaftlicher und gesellschaftlicher Umbrüche berücksichtigt werden. Selbst die Systemmengen der mythischen Zeit führen nach Hübner zu in sich geschlossenen Weltsichten, die den verschiedenen wissenschaftlichen Weltsichten hinsichtlich ihrer Konsistenz und ihrer lebenserhaltenden Funktionen für die Menschen in nichts nachstehen.

### Mythos als Erfahrungssystem

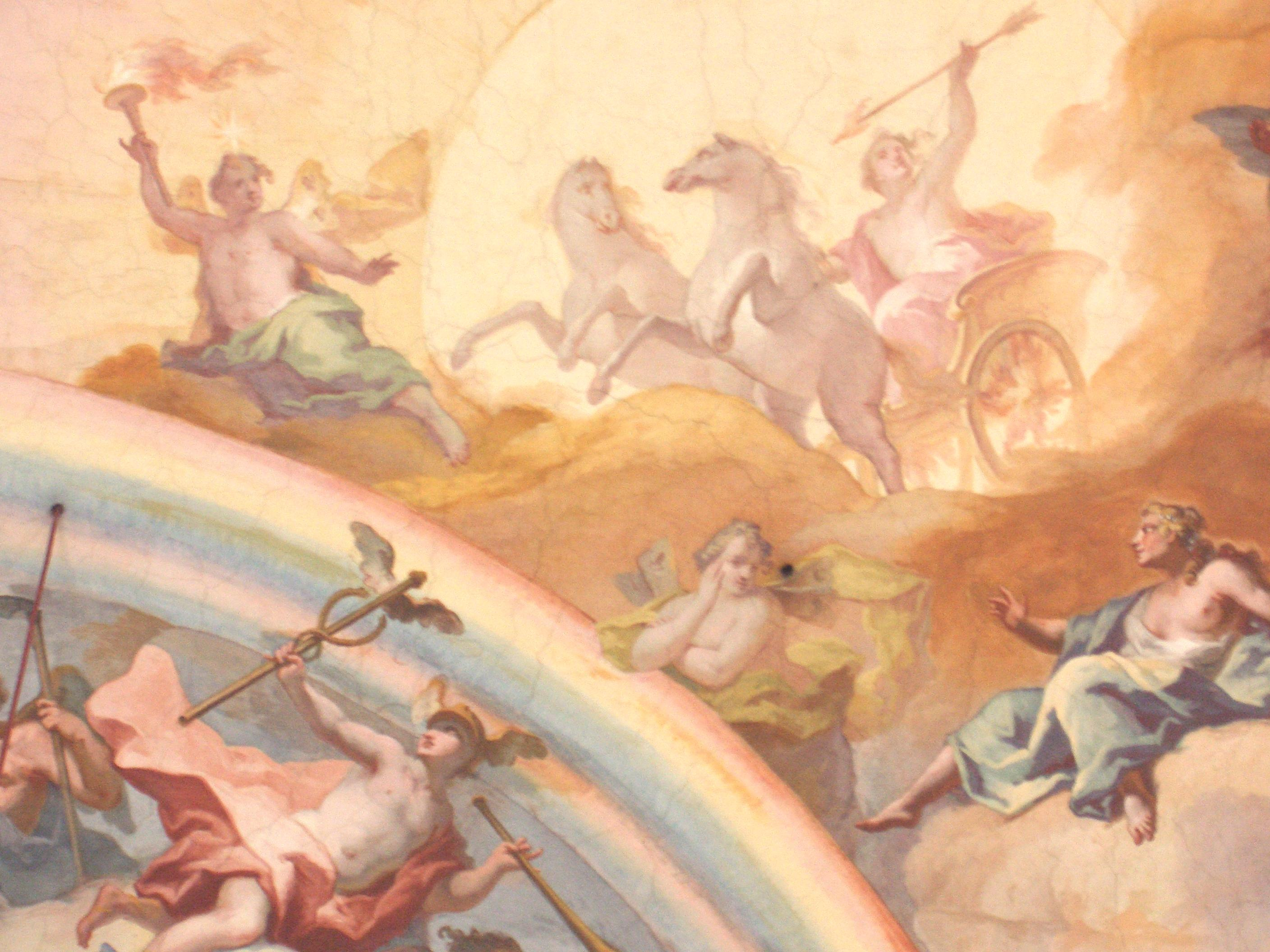
Sonnengott Helios,
(J.B.Zimmermann, 17. Jh.)

Erdrotation

In seinem Werk Die Wahrheit des Mythos versucht Hübner, das Verhältnis von Wissenschaft und Mythos zu bestimmen. Das weit verbreitete Klischee, dass der Mythos die Wirklichkeit nur verzerrt wiedergebe und die Wissenschaft auf empirischer Grundlage ein absolut zutreffendes Bild der Wirklichkeit biete, wird als falsch entlarvt, weil die Wissenschaft auf einer Reihe apriorischer Voraussetzungen beruhe, die einerseits historisch bedingt seien und anderseits im Rahmen wissenschaftlicher Rationalität auch nicht begründbar seien, da sie gerade die Bedingungen der Möglichkeit von Wissenschaft ausmachten. Generell haben nach Hübner Basissätze, die verifizierend oder falsifizierend sind, mehr oder weniger zahlreiche, a priori gesetzte, theoretische Voraussetzungen. Karl Poppers Versuch, wenigstens bei Falsifikationen absolute wissenschaftliche Gewissheit zu erlangen, sei gescheitert. Das „Wesen Wissenschaft“ wachse ständig und wandle sich immer wieder in seinen apriorischen Entwürfen und Rahmenbedingungen bis zum radikalen Paradigmenwechsel. Trotzdem liege der Wissenschaft eine fundamentale Auffassung von Wirklichkeit zugrunde, die sich niemals verändert habe, weil sie zur Definition des Phänomens Wissenschaft gehöre. Eine solche apriorische, grundlegende und allgemeine Auffassung von Wirklichkeit bezeichnet man als Ontologie, also als eine allgemeine Lehre vom Sein. Die moderne Wissenschaft sei ebenso wie der Mythos eine historisch kontingente Formation.
Der Mythos stellt nach Hübner ebenfalls wie die wissenschaftliche Ontologie ein Erfahrungssystem dar. Es gebe ebenso wenig eine empirische Widerlegung der mythischen Ontologie wie es eine empirische Begründung der wissenschaftlichen Ontologie gebe. Es bestehe ein analoger Zusammenhang zwischen der mythischen und der wissenschaftlichen Ontologie. So wie die Wissenschaften die Welt mit Hilfe von Naturgesetzen erklären, so erklärt der Mythos dieselben Vorgänge, indem er sie auf ein heiliges Urgeschehen zurückführt, das sich regelmäßig wiederholt. Den Naturgesetzen in der Naturwissenschaft entsprächen im Mythos die Archaí, also die Ursprungsgeschichten. In ihnen werde jeder regelmäßige, sich stets wiederholende Ablauf im Naturgeschehen auf ein ursprüngliches, nicht datierbares Urereignis zurückgeführt. Als Beispiel führt Hübner den Sonnengott Helios an, der auf seinem Viergespann die tägliche Reise über den Himmel von Osten nach Westen wiederholt und dabei wissenschaftlich der Erklärung des Wechsels von Tag und Nacht als Folge der Erdrotation entspricht. Der Mythos unterscheide im Gegensatz zur Naturwissenschaft nicht den allgemeinen Begriff von dem ihn repräsentierenden Gegenstand. Für den Mythos bildeten im Gegensatz zur Naturwissenschaft das Ideelle und das Materielle eine unlösliche Einheit. Alles Ideelle nehme sogleich eine materielle Gestalt an.
In der Epiphanie erscheint ein Gott und tritt aus der Verborgenheit in die Unverborgenheit heraus. Wahrheit habe für die Griechen deshalb nicht in der Übereinstimmung eines vom Subjekt im Rahmen eines a priori gesetzten Erfahrungssystems Gedachten mit der Wirklichkeit bestanden, sondern in jener Unverborgenheit, griechisch a-letheia, in der das eigentlich Wirkliche, das Objekt als ein Gott, sich dem Subjekt von sich aus offenbare. Wann immer und wie immer sich Gott oder Göttliches in der Welt zeige und für den Menschen sinnlich erfahrbar werde, geschehe dies in der Form des Mythischen. Vernunft bestehe in dem fundamentalen Vermögen, auf der Grundlage logischen Denkens Ontologien zu bilden und sich Offenbarungen zu öffnen. Ontologien entspringen nach Hübner der Subjektivität und haben nur eine historisch-relative Bedeutung. Offenbarungen seien dagegen Botschaften der Gottheit und hätten absolute Bedeutung. Insofern sei das Vermögen der Vernunft, sich Offenbarungen zu öffnen, das Vermögen zu glauben.

### Glaube und Denken

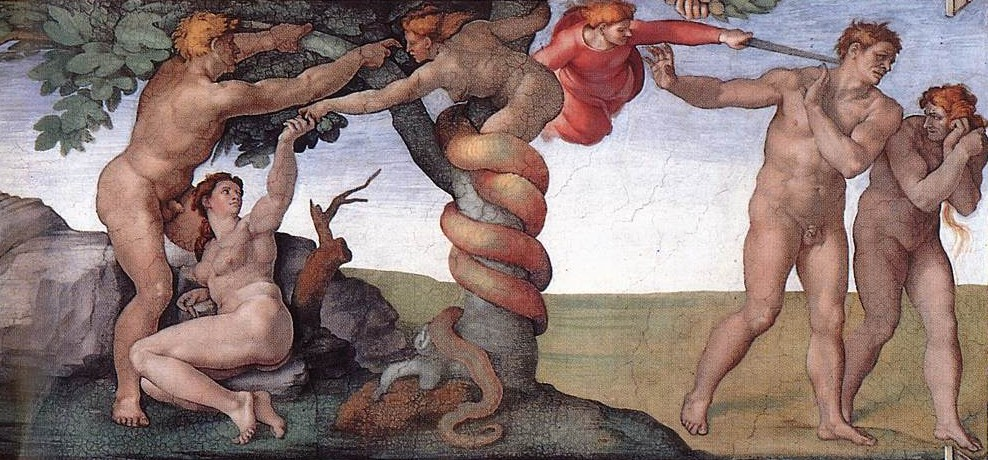
Baum der Erkenntnis, Sündenfall und Vertreibung aus dem Paradies von Michelangelo, Deckenfresko in der Sixtinischen Kapelle

In seinem Alterswerk Glaube und Denken, das 2001 veröffentlicht wurde, untersucht Hübner das Denken in seinem Bezug auf die Offenbarung. Eine wichtige Rolle spielen dabei einerseits das Spannungsfeld von Metaphysik und empirischer Wissenschaft und anderseits der Mythos. Hübner geht davon aus, dass die metaphysische Denkform gescheitert sei. Aber auch der Absolutheitsanspruch des empirisch-wissenschaftlichen Denkens sei metaphysisches Erbe. Die vermeintliche Überlegenheit des wissenschaftlichen Erkennens erweise sich insoweit als Schein. Empirische Wissenschaft und Metaphysik seien nur Entwürfe von Menschen und verfolgten beide das Ziel, die Wirklichkeit in einen durchgehenden Zusammenhang zu bringen, der logisch abgeleitet werden soll aus hypothetisch gesetzten Prinzipien.
Als ontologischen Grundsatz von höchstem Allgemeinheitsgrad bezeichnet es Hübner, dass „die Wirklichkeit einen aspektischen Charakter habe“. Er postuliert dabei zwei Toleranzprinzipien:
1. In der Hinsicht, dass alle Ontologien kontingent sind und keine eine notwendige Geltung hat, ist keine irgendeiner anderen vorzuziehen.[18]
2. Nichtontologische oder von keiner Ontologie abhängige Wirklichkeitsauffassungen mit ihren besonderen (numinosen) Erfahrungen lassen sich wegen dieser Wirklichkeitsauffassungen ontologisch nicht widerlegen, sie seien in der Außenbetrachtung begriffswissenschaftlich in eine Ontologie transformierbar oder nicht.[19]

Hübner geht davon aus, dass der Logos der Offenbarung dem Logos der Metaphysik nicht widerspreche. Stattdessen möchte er die Offenbarung mit dem Mythos verbinden. Im mythischen Denken seien der abstrakte Allgemeinbegriff und die singuläre Tatsache nicht wie in der Wissenschaft streng voneinander geschieden, sondern vollkommen miteinander verschmolzen. Damit beruhe der Mythos auf einer ganz anderen Ontologie als die Wissenschaft.
In Glaube und Denken beschreibt Hübner die Kategorien und Strukturen des Offenbarungsglaubens von der Idee der Schöpfung über die Lehren zur Erbsünde, Erlösung und Gnade bis zur Dreifaltigkeit. Diese konfrontiert er mit den Denkstrukturen der Naturwissenschaft. Er verdeutlicht Offenbarung und Vernunft durch die beiden aus der biblischen Schilderung des Gartens Eden bekannten Bäume, nämlich den Baum des Lebens und den Baum der Erkenntnis, vgl. Gen 2,9 . Der Logos des Offenbarungsglaubens schließe den Mythos zugleich ein und transzendiere ihn. Im Logos der Metaphysik gründe das wissenschaftliche Denken auch und gerade noch in seinen letzten antimetaphysischen Konsequenzen. Der Versuch einer Entmythologisierung des Christentums sei ebenso zum Scheitern verurteilt wie der Versuch der abendländischen Metaphysik, den christlichen Glauben wissenschaftlich zu begründen oder zu widerlegen.

## Ehrungen
- 1981: GEBURTSTAGSBUCH für KURT HÜBNER zum Sechzigsten von Studenten, Schülern, Mitarbeitern broschiert und in Leinen gebunden mit Beiträgen von Hartmut Laue, Wolfgang Deppert, Robert Sell, Cornelius Bickel, Simone Guski, Eckehard W. Mielke, Claudia Böer, Hans-Peter Kröske, Matthias Kunze, Ralf-Peter Lohse, Susanne Luther-Kandzia und Hans Fiebig.
- 1986: Festschrift zum 65. Geburtstag von Kurt Hübner: Zur Kritik der wissenschaftlichen Rationalität.  Hrsg. von Hans Lenk unter Mitwirkung von Wolfgang Deppert, Hans Fiebig, Helene und Gunter Gebauer und Friedrich Rapp. Verlag Karl Alber, Freiburg/München 1986.
- 2011: Verdienstkreuz 1. Klasse der Bundesrepublik Deutschland
- 2011: Das Geheimnis der Wirklichkeit. Kurt Hübner zum 90. Geburtstag. Festschrift hrsg. v. Volker Kapp und Werner Theobald, Karl Alber Verlag, München 2011.

## Schriften
- Artikel Naturphilosophie, Naturgesetze, in: Religion in Geschichte und Gegenwart, 3. Aufl.
- Beiträge zur Philosophie der Physik. Tübingen, 1963.
- Leib und Erfahrung in Kants Opus postumum, in: Gerold Prauss (Hrsg.), Kant: Zur Deutung seiner Theorie von Erkennen und Handeln. Köln, 1973, S. 192–204.
- Kritik der wissenschaftlichen Vernunft. Freiburg/München, 1978, 2002.
- Die Wahrheit des Mythos, München, 1985. Studienausgabe, 2. Auflage, Freiburg, 2013.
- Artikel Mythos (philosophisch), in: Theologische Realenzyklopädie, Bd. 23.
- Die nicht endende Geschichte des Mythischen (1987), in: Texte zur modernen Mythentheorie. Reclam, Stuttgart, 2003.
- Das Nationale – Verdrängtes, Unvermeidliches, Erstrebenswertes. Graz, 1991.
- Die zweite Schöpfung – Das Wirkliche in Kunst und Musik. München, 1994.
- Eule – Rose – Kreuz. Goethes Religiosität zwischen Philosophie und Theologie. Hamburg, 1999.
- Zur Vielfalt der Zeitkonzepte. Eichstätter Universitätsreden, 2001.
- Glaube und Denken – Dimensionen der Wirklichkeit, 2., durchgesehene Auflage. Mohr Siebeck, Tübingen, 2004, ISBN 3-16-148429-0.
- Das Christentum im Wettstreit der Weltreligionen – Zur Frage der Toleranz. Tübingen, 2003.
- Irrwege und Wege der Theologie in die Moderne. Augsburg, 2006.